# Elecciones federales de Bélgica de 1999
Las elecciones federales de Bélgica de 1999, se celebraron el domingo 13 de junio. Resultó ganador el partido de los Liberales y Demócratas Flamencos al conseguir 23 escaños de los 150 en disputa en el Parlamento. Las votaciones se celebraron el mismo día en conjunto con las elecciones al Parlamento Europeo y los comicios regionales.
Las elecciones estuvieron marcadas por el descubrimiento de piensos para pollo contaminados con dioxina, a la mala gestión de la crisis por parte del gobierno cristiano demócrata, se añadió otro problema alimentario relacionado con la contaminación de productos de Coca-Cola, posteriormente se conoció que algunos ministros conocían los problemas de contaminación desde tres meses antes al estallido de ambos problemas, lo que puso fin a ocho años de gobiernos encabezados por este partido.
El líder del partido ganador Guy Verhofstadt fue designado para formar gobierno, por lo que en julio de 1999 se logró un acuerdo para formar una coalición integrada por seis partidos que conjuntó miembros de ideología liberal, socialista y ecologista.

## Resultados en la Cámara de Representantes
|                             | Liberales y Demócratas Flamencos | 888,861   | 14.3    | +1.15% | 23  | +2 |
|                             | Cristiano Demócrata              | 875,455   | 14.09   | -3.09% | 22  | -7 |
|                             | Partido Socialista (Valonia)     | 631,653   | 10.16   | -1.71% | 19  | -2 |
|                             | PRL + FDF                        | 630,219   | 10.14   | -0.12% | 18  | ±0 |
|                             | Bloque Flamenco                  | 613,399   | 9.87    | +2.04% | 15  | +4 |
|                             | Partido Socialista (Flandes)     | 593,372   | 9.55    | +3.01% | 14  | -6 |
|                             | Ecolo                            | 457,281   | 7.36    | +3.35% | 11  | +5 |
|                             | Agalev                           | 434,449   | 6.99    | +2.56% | 9   | +4 |
|                             | Partido Social Cristiano         | 365,318   | 5.88    | -1.85% | 10  | -2 |
|                             | Volksunie                        | 345,576   | 5.56    | +0.86% | 8   | +3 |
|                             | Frente Nacional                  | 90,401    | 1.45    | +0.83% | 1   | -1 |
|                             | Vivant                           | 130,701   | 2.10    | N/A    | –   | –  |
|                             | Otros                            | 157,389   | 2.53    | –      | –   | –  |
| Total (participación 90,6%) | Total (participación 90,6%)      | 6,214,074 | 100,00% |        | 150 |    |
| Fuente: IBZ.                |                                  |           |         |        |     |    |

## Resultados al Senado
|                             | Liberales y Demócratas Flamencos | 952,116   | 15.4 | 6  | ±0 |
|                             | Cristiano Demócrata              | 913,508   | 14.7 | 6  | -1 |
|                             | PRL + FDF                        | 654,961   | 10.6 | 5  | ±0 |
|                             | Partido Socialista (Valonia)     | 597,890   | 9.7  | 4  | -1 |
|                             | Bloque Flamenco                  | 583,208   | 9.4  | 4  | +1 |
|                             | Partido Socialista (Flandes)     | 550,657   | 8.9  | 4  | -2 |
|                             | Ecolo                            | 458,658   | 7.4  | 3  | +1 |
|                             | Agalev                           | 438,931   | 7.1  | 3  | +2 |
|                             | Partido Social Cristiano         | 374,002   | 6.0  | 3  | ±0 |
|                             | Volksunie                        | 317,830   | 5.1  | 2  | ±0 |
|                             | Vivant                           | 123,498   | 2.0  | –  | –  |
|                             | Frente Nacional                  | 92,924    | 1.5  | –  | –  |
|                             | Otros                            | 136,188   | 2.4  | –  | –  |
| Total (participación 90,6%) | Total (participación 90,6%)      | 6,194,371 | –    | 40 | –  |
| Fuente: IBZ.                |                                  |           |      |    |    |